# Древнеиндийский язык
Древнеиндийский язык (древнеиндийские языки) — язык древних ариев, появившихся в Северо-Западной Индии в сер. 2-го тыс. до н. э., и распространившийся по северной и центральной части п-ова Индостан. Один из ранних представителей индоевропейских языков, находящийся в ближайшем родстве с древнеиранскими языками (авестийским и древнеперсидским), составляя вместе с ними индоиранскую языковую общность.
Древнеиндийский язык представлен двумя литературными формами:
- Более древняя называется ведийский язык
- На её основе в середине 1-го тыс. до н. э. сформировался санскрит.

Практически ничего не известно о языковой раздробленности в древнеиндийский период. Известно, что ведийский язык сложился на основе диалектов района Пенджаба, а кодифицирование санскрита происходило уже в центральной Индии, в долине Ганга. Существовавшие, возможно, к этому времени другие древнеиндийские диалекты или языки были, видимо, вытеснены вторичным распространением центральных среднеиндийских диалектов, так как, по данным лексикостатистики, все континентальные индоарийские языки разделились на рубеже эр. Единственным исключением является сингальский (и сложившийся на его основе мальдивский), предок которого отделился от центральных диалектов на пять веков раньше.
Разговорные древнеиндийские диалекты развились в среднеиндийские языки еще во время позднего ведийского (поэтому т. н. пракритизмы встречаются уже в нём), что и послужило причиной необходимости кодифицирования санскрита.
В каком-то смысле древнеиндийские языки имеют два независимых продолжения: живые среднеиндийские языки, на основе которых сложились пракриты (пали и др.), и санскрит, упорядочивший и законсервировавший в целом языковое состояние древнеиндийского периода. Санскрит ни в коей мере не предшествовал среднеиндийским языкам (ни хронологически, ни структурно), а сосуществовал с ними, параллельно развиваясь (в начале, а затем очень медленно, в основном лексически). Санскрит аналогичен латыни в средние века, церковнославянскому языку, бунго в Японии, вэньяню в Китае, классическому арабскому и некоторым другим.
Вообще, для индоарийских языков всех трех периодов (древнего, среднего и нового) принципиальным является следующее противопоставление 3 «типов» или уровней языков:
1. Живая разговорная речь — присутствует во всех трех периодах, но только для новых индоарийских языков может быть адекватно изучена; разговорная речь предыдущих периодов может быть только частично восстановлена по данным литературных языков и редких надписей. Именно по этому уровню определяются хронологические границы периодов — то есть когда в речи произошли изменения, характерные для следующего периода, тогда он и наступил.
2. «Обычные» литературные языки — наддиалектные литературные или поэтические языки (ведийский, пракриты и прочие литературные языки, кроме санскрита), представляют собой в той или иной степени обработанную разговорную речь, на которую они продолжают ориентироваться и опираться. В целом следуют хронологическим рамкам, заданным разговорной речью, но с некоторым запозданием или инерцией, что впрочем нормально для литературных языков. Этим объясняется наличие пракритизмов в ведийском — в разговорной речи уже произошли среднеиндийские изменения, а поэтический язык еще сохранял древнеиндийский строй.
3. Санскрит — «сверхобработанный» литературный язык, в котором многие правила доведены до логического совершенства. Структурно представляет собой древнеиндийский язык, возник в среднеиндийский период, но в целом внехронологичен.

## Типологическая характеристика
Контакты с пракритами привели, с одной стороны, к возникновению многих пракритизмов (в позднем ведийском и особенно в санскрите), с другой — к созданию гибридных вариантов на базе пракритских диалектов, подвергшихся сильному влиянию буддийского санскрита и джайнского санскрита.
Распространяясь в Индии, древнеиндийский язык усвоил ряд особенностей из языков субстрата (дравидийских и мунда).
Близким к древнеиндийскому считается язык митаннийских ариев, отражённый в ряде собственных имён, имён богов, коневодческих терминов в языках древних народов Северного Двуречья, прежде всего в хурритском.